# Порфирій Газький
Порфирій Газький (народився в місті Солунь, Греція — помер † 420 в Палестині) — грецький аскет, єпископ міста Газа в Палестині, святий.

## Життєпис
Святий Порфирій походив із шляхетної і багатої родини в Солуні (Тессалоніки) у Македонії. У 25-літньому віці він вступив у скитський монастир в Єгипті. Через п'ять років богомільного життя вибрався до Єрусалима, щоб відвідати святі місця, і поселився у печері над Йорданом. Через п'ять років заразлива пошесть змусила його повернутися до Єрусалима.
Коли Порфирієві виповнилося 40 років, єрусалимський патріарх висвятив його на священика й віддав йому на зберігання частину Господнього хреста. У 396 році помер єпископ у палестинському місті Газі. Тоді митрополит Кесарії Палестинської Іван після видіння висвятив Порфирія на Газького єпископа. Він ревно працював впродовж 24 років над спасінням людських душ. Спочив Порфирій у Бозі 420 року.
- Пам'ять — 11 березня

## Джерело
- Рубрика Покуття. Календар і життя святих.[недоступне посилання з липня 2019] (дозвіл отримано 9.01.2008)